# Bistum Bellary
Das Bistum Bellary (lat.: Dioecesis Bellaryensis) ist eine in Indien gelegene römisch-katholische Diözese mit Sitz in Ballari (Bellary).

## Geschichte
Das Bistum Bellary wurde am 15. Juni 1928 durch Papst Pius XI. aus Gebietsabtretungen des Erzbistums Madras und des Bistums Hyderabad als Mission sui juris Bellary errichtet. Am 10. März 1949 wurde die Mission sui juris Bellary zum Bistum erhoben. Es wurde dem Erzbistum Bangalore als Suffraganbistum unterstellt. Das Bistum Bellary gab am 24. Juni 2005 Teile seines Territoriums zur Gründung des Bistums Gulbarga ab.

## Territorium
Das Bistum Bellary umfasst die Distrikte Ballari (Bellary), Koppal und Raichur im Bundesstaat Karnataka.

## Ordinarien von Bellary

### Superioren
- Ernesto Reilly OFM, 1928–1934
- John Forest Hogan OFM, 1934–1949

### Bischöfe
- John Forest Hogan OFM, 1949–1962
- Ambrose Papaiah Yeddanapalli OFM, 1963–1992
- Joseph D’Silva, 1992–2006
- Henry D’Souza, seit 2008